# Monocentra lepidoptera
Monocentra lepidoptera là một loài Trichoptera trong họ Limnephilidae. Chúng phân bố ở miền Cổ bắc.